# Presa (novela)
Presa (Prey en el original inglés) es una novela de ciencia ficción escrita por Michael Crichton, enmarcada dentro del género tecno-thriller y publicada en 2002. Al igual que en otras de sus obras anteriores, como Parque Jurásico, presenta una historia en la cual los avances tecnológicos suponen una serie de decisiones corporativas y éticas cuyo desenlace se tuerce; en esta ocasión, el tema tratado es la nanotecnología.
En el libro se tratan avances relativamente nuevos en la comunidad científico-informática, tales como la inteligencia artificial, la emergencia (y por extensión, la complejidad), los algoritmos genéticos y la computación basada en agentes. 

## Trama
La novela cuenta la historia de Jack Forman, un programador de software desempleado experto en inteligencia artificial, despedido de su antigua empresa, MediaTronics, por intentar destapar un escándalo interno. Mientras Jack desempeña las labores de "amo de casa", su mujer Julia trabaja como vicepresidenta de Xymos, una empresa dedicada a la nanorrobótica, que se encuentra desarrollando un sistema revolucionario de diagnóstico médico basado en nanotecnología.
En la primera parte de la novela se presentan una serie de sucesos extraños durante los cuales Jack recibe la noticia de que MediaTronics está colaborando con Xymos y le ofrecen volver a trabajar para ayudarles a solucionar los problemas de software que están sufriendo. Tras los acontecimientos, su mujer Julia sufre un accidente de tráfico en extrañas circunstancias que hacen que Jack acepte la oferta y se dirija los laboratorios de Xymos en Nevada para investigar más a fondo, convencido de que están relacionados con los últimos sucesos.

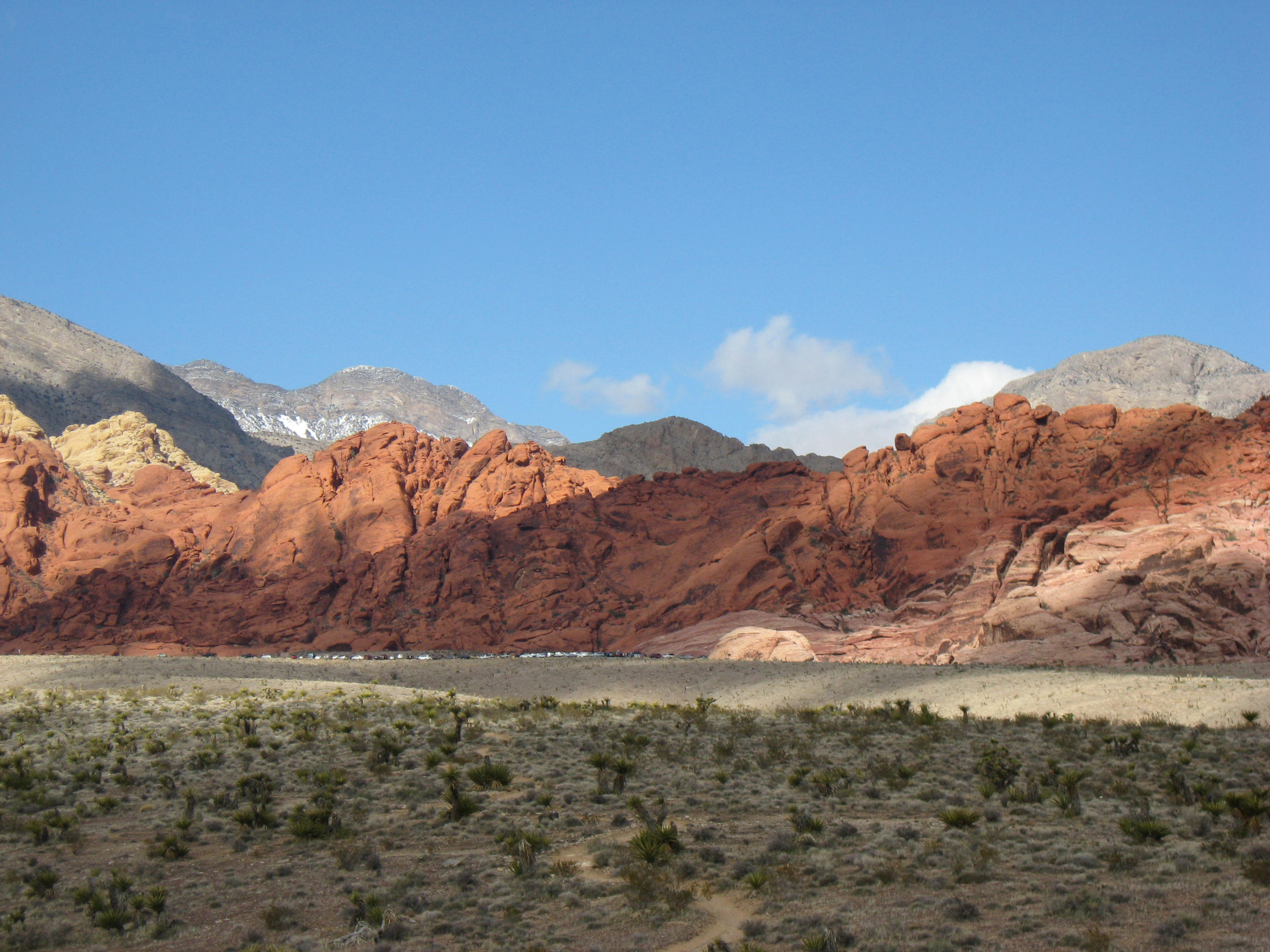
La trama tiene lugar en el desierto de Nevada

Una vez en la planta de fabricación, se descubre que Xymos trabaja para el Departamento de Defensa en la creación de un enjambre de nanobots que actúa en conjunto como una cámara, para reconocimiento y espionaje. Dicho enjambre está creado a través de bacterias E. Coli modificadas genéticamente, las cuales crean ensambladores gamma a partir de minerales, los cuales en última instancia, fabrican los nanobots. Le comunican entonces que uno de los enjambres pudo escapar del recinto y se encuentra libre en el desierto, evolucionando y reproduciéndose, mostrando conductas predatorias ante otras especies del entorno.
Aunque autosuficientes, inicialmente estos enjambres muestran una inteligencia limitada y dependen de la luz solar, pero mostrando una rápida evolución, consiguen desarrollar su inteligencia, capacidades de mimetismo y poder funcionar incluso en ausencia de energía solar. Según evolucionan estos enjambres, van mejorando sus capacidades de imitación de los seres humanos, llegando a crear réplicas de los mismos, comportamiento inteligente e incluso en algunos casos, una simbiosis para poder controlar a los seres originales.

## Temática
Presa trata la amenaza de nanobots inteligentes que escapan al control humano y se convierten en entes autónomos, autorreplicantes y peligrosos. Se trata vagamente el concepto de goo gris, ampliamente explorado en el campo de la ciencia ficción. Muchos aspectos de la historia, como la naturaleza nebulosa de las nanopartículas, su evolución, e incluso su escondite se inspiran en la novela de Stanislav Lem de 1964, El invencible. La amenaza principal de las nanopartículas tomando forma humana paraleliza la amenaza de insectos tomando forma humana en la obra de Frank Herbert de 1966, El cerebro verde.
Otro tema es cómo las decisiones apresuradas con escasa vista al futuro al nivel corporativo pueden conducir al desastre cuando las compañías tienen control sobre tecnología peligrosa. Crichton establece que el libro va sobre lo que ocurriría si no hubiera importantes controles en biotecnología antes de que esta se desarrolle hasta el punto de suponer una amenaza para la supervivencia de la vida en La Tierra.

## Recepción
Jim Holt, del The New York Times, encontró la novela "absurda" pero excitante, "no pude dejar de leer".
Peter Guttridge, del The Observer, dijo que Crichton "hace lo que sabe hacer", tomando "los últimos avances científicos" y mostrándonos "su terrible potencial".